# Calvados (aguardiente)
El calvados es un aguardiente con Appellation d'origine contrôlée o AOC (Denominación de Origen Controlada), que se obtiene por destilación de la sidra y es producido exclusivamente en la región de Normandía, Francia. 

## Origen del nombre
Su nombre proviene de uno de los departamentos franceses en el que es elaborado, el departamento de Calvados. Según una leyenda, este nombre sería una degeneración de la palabra “salvados”, originada por la historia de un barco de la Armada invencible de Felipe II (El Salvador) que naufragó en costas normandas. Unos estudios recientes revelaron que el nombre Calvados designaba dos montículos de esta parte de la costa normanda, que servían de referencia a los marineros para evitar unos arrecifes que afloran allí. Esas elevaciones con poca vegetación se llamaban calva dos en los mapas, del latín calva dorsa, que significa "otero calvo", ya que su aspecto pelado las hacía fácilmente reconocibles desde el mar.

## Denominación de origen
Desde 1942, el calvados está protegido por una denominación de origen que incluía en un principio a solo dos variedades locales. En 1984, recibe la Denominación de Origen Controlada (Appellation d'origine contrôlée) que desde 1997 agrupa a tres tipos de calvados, cuyos procesos de fabricación, tipos de fruta, características gustativas y territorios de producción están definidos por el INAO (Institut National des Appellations d'Origine), el organismo francés que regula las denominaciones de origen:

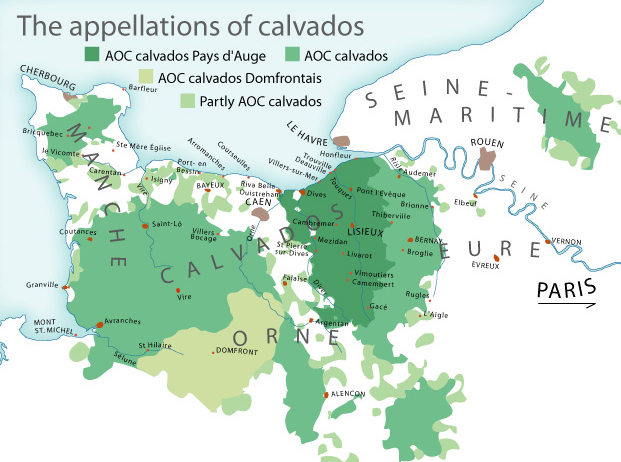
Mapa de las DOC del calvados

- El Calvados (74 % de la producción total de calvados): proviene de la destilación de una sidra de manzana o de pera, y es elaborado con frutas de toda Normandía. Su territorio de producción es el más extendido y sus requisitos de fabricación son por lo tanto menos restrictivos. La destilación puede ser simple o doble, según la tradición local.
- El Calvados Pays d’Auge (25 % de la producción total de calvados): se elabora exclusivamente a partir de manzanas de la región de Pays d’Auge y puede tener un sabor un poco más ácido por el tipo de manzanas que se usan de la región de Lisieux y Deauville. Pasa por una doble destilación en alambique à repasse o charentais, lo que le confiere una mayor riqueza aromática y permite un envejecimiento más largo.
- El Calvados Domfrontais (1 % de la producción total de calvados): de la región de Domfront en el departamento de Orne, obtuvo la DOC en 1997. Se elabora a partir de manzanas de la región de Domfront, con un mínimo de 30% de peras procedentes de esa misma región. La mezcla con peras le aporta un sabor afrutado único. Pasa por un proceso de destilación simple en un alambique de columna.

Los calvados de Denominación de Origen Reglamentada (Dénomination d'Origine Réglementée, AOR) proceden de otras regiones de Normandía (Valle del Orne, País de la Risle, País de Bray, Bessin). Existen también calvados elaborados fuera de Normandía, como en Bretaña, pero no se benefician de ninguna denominación.

## Elaboración

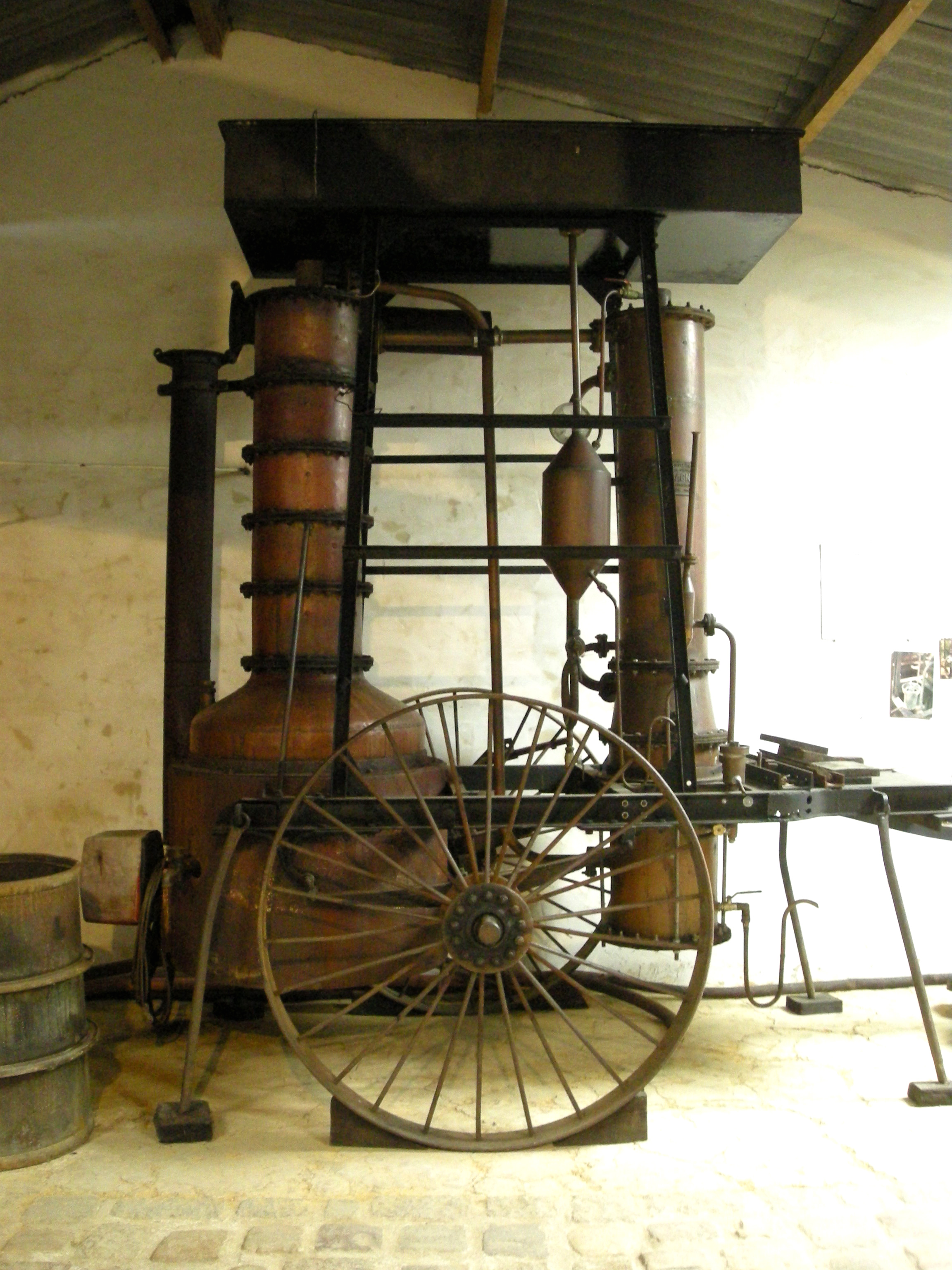
Antiguo alambique de columna empleado para destilar calvados en Saint-Jean-des-Champs (Mancha).

El calvados procede de la destilación de la sidra obtenida a partir de la fermentación del mosto de manzana. La sidra de manzana puede ser mezclada o no con sidra de pera, llamada en francés poiré (de poire, pera).
Las variedades de calvados dependen de la combinación de las manzanas empleadas, ricas en taninos, de las que se cultivan 150 variedades en los manzanales de Normandía. Se clasifican en 4 categorías: dulces, dulces amargas, amargas y ácidas. Algunas variedades no son comestibles.
La fermentación del mosto es una fermentación natural de 6 semanas, al cabo de las cuales se obtiene una sidra de 5 a 6 grados. Después de someter la sidra a un proceso de destilación simple o doble en alambique, el aguardiente resultante tiene entre 40 y 42 grados de alcohol. Dependiendo de la AOC, se emplean dos tipos de alambiques:
- El alambique de columna o de columnas (llamado column still o Coffey still en inglés) permite una única destilación continuada. Se emplea también para obtener whisky de trigo o de maíz. El calvados resultante tiene un sabor a fruta limpio y fresco, y alcanza su madurez a los 12 años, por lo que no se suele hacer madurar más tiempo.
- El alambique à repasse o charentais (llamado pot still en inglés). Se le llama "calienta vino" en español debido a que se calienta directamente la sidra o el vino que se va a destilar. Se emplea para la doble destilación y es utilizado tradicionalmente para el coñac de la región francesa de Charente y para el whisky de malta irlandés y escocés. El calvados procedente de la doble destilación tiene una mayor complejidad y mayor sutileza de sabores.

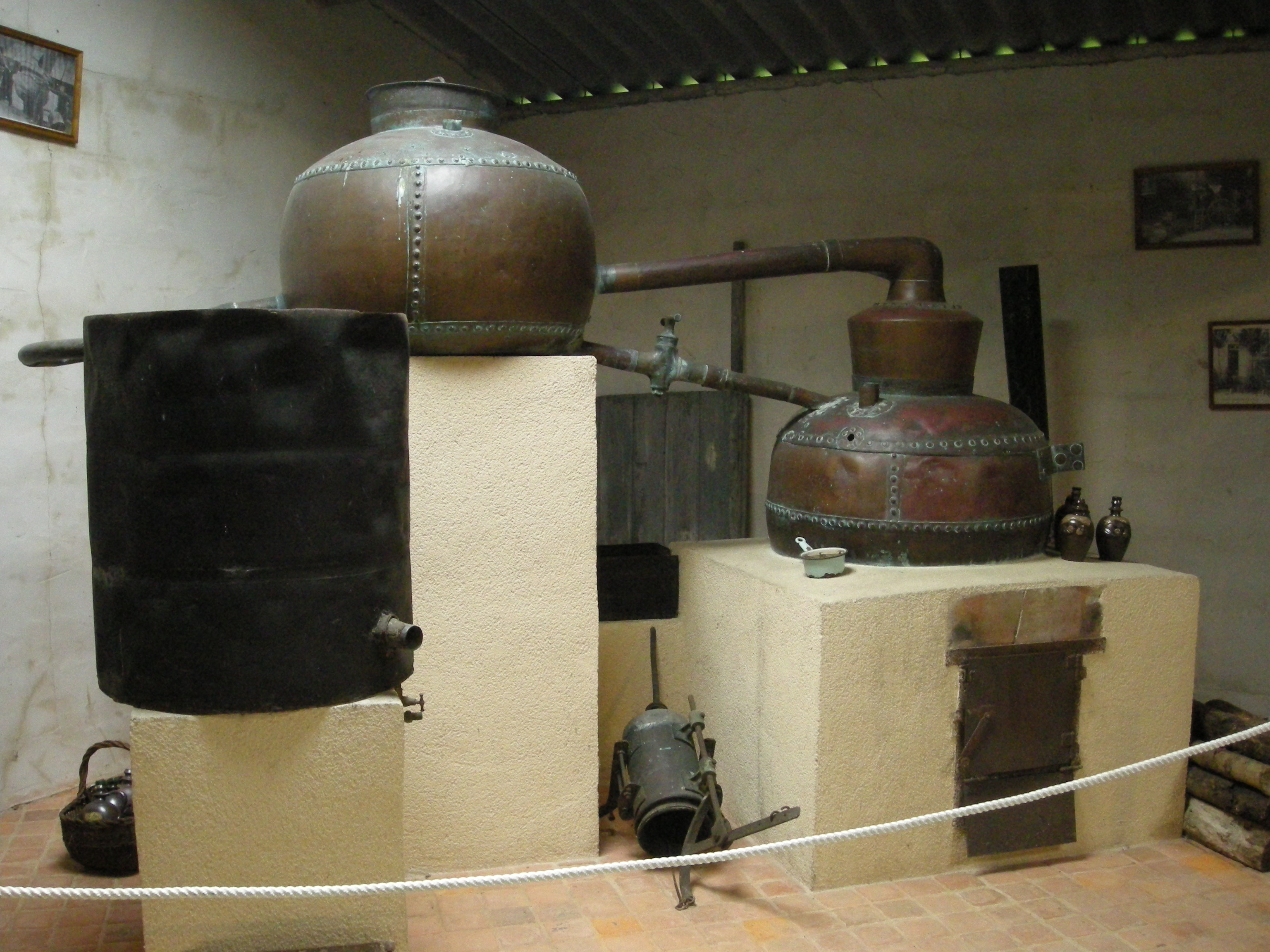
Antiguo alambique à repasse o charentais empleado para destilar calvados en Saint-Jean-des-Champs (Mancha).

Una vez destilado, el calvados es envejecido en barricas de roble durante un tiempo mínimo de dos años, que puede prolongarse hasta 10, 20 o 25 años.

## Crianza
Durante el periodo de envejecimiento en barrica, el calvados va a adquirir un color ámbar que se irá oscureciendo según aumente su edad. Se distinguen distintos tipos de calvados en función del tiempo de crianza. En caso de ensamblaje de varios calvados, la legislación francesa obliga a que la edad mencionada en la etiqueta sea la del calvados más joven.
- V.S. (Very Special): al menos 2 años.
- Vieux o Réserve (Viejo o Reserva): al menos 3 años.
- V.O. (Very Old), V.S.O.P. (Very Superior Old Pale), Vieille Réserve (Vieja Reserva): al menos 4 años.
- Extra, X.O., Napoléon, Hors d'âge, Très Vieille Réserve, Très Vieux (Muy Vieja Reserva, muy Viejo): al menos 6 años.

Cuando una cosecha ha sido de una calidad excepcional en un año determinado, este (llamado millésime en francés) puede aparecer en la etiqueta del calvados.

## Consumo

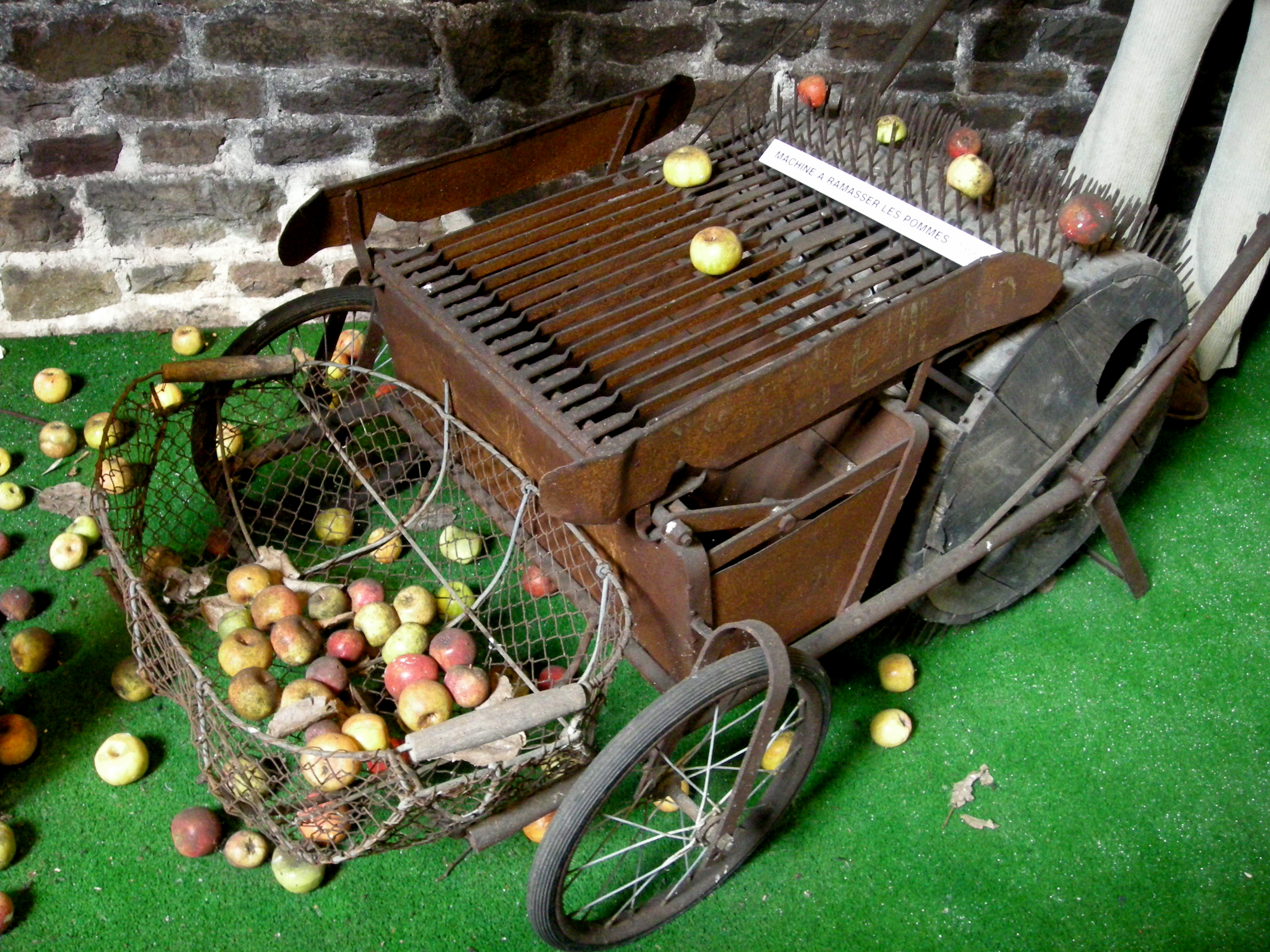
Antigua máquina para recoger manzanas en Saint-Jean-des-Champs (Mancha).

El calvados es conocido popularmente como calva en Francia. Se consume generalmente solo, en aperitivo o para acompañar quesos y postres, y entra en la elaboración de numerosas recetas de la gastronomía normanda. Se emplea también para flambear carnes, crêpes y tartas.
El café calva es un café solo al que se le echa un chorrito de calvados.
El tradicional trou normand (hueco normando) consiste en tomar una copita de calvados entre los platos más copiosos de la comidas. Esta tradición se debe a que antiguamente las comidas festivas eran muy largas y contaban con varios platos de carne; la copita de calvados facilitaba la digestión y estimulaba de paso el apetito. En la gastronomía normanda actual, se suele servir un sorbete de manzana o de pera, acompañado o no de calvados, después de las carnes.